# Henry Hyde (2e comte de Clarendon)
Henry Hyde (2 juin 1638 - 31 octobre 1709) est un aristocrate et un homme politique anglais. Il occupe de hautes fonctions au début du règne de son beau-frère, le roi Jacques II.

## Jeunesse
Il est le fils aîné d'Edward Hyde (1er comte de Clarendon, et de sa deuxième épouse, Frances Aylesbury. Il est donc frère d'Anne Hyde et oncle maternel de la reine Mary II et de la reine Anne. Lui et son frère Laurence Hyde, 1er comte de Rochester sont tous deux élevés à Anvers et à Bréda par leur mère .

## Sous Charles II

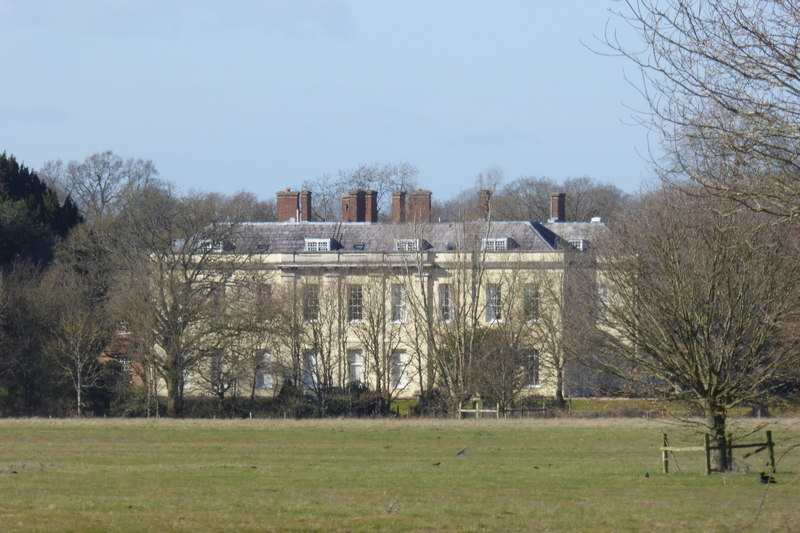
Maison de parc de swallowfield

Peu de temps après le retour de sa famille en Angleterre, en 1660, il épouse Theodosia Capell, fille d’Arthur Capel, 1er baron Capel et Elizabeth Morrison, et sœur de Mary Capell, duchesse de Beaufort. Elle meurt en 1661 et, en 1670, il se remarie avec Flower Backhouse, fille de William Backhouse (en) et d'Anne Richards, et veuve de William Bishop et de Sir William Backhouse (parent de son père) héritière du manoir et la maison de Swallowfield Park, Berkshire, où il reconstruit la maison. Plus tard, elle est première dame de la chambre de la reine Anne de Grande-Bretagne. La reine Anne a par la suite éloigné sa tante, sans doute influencée par sa meilleure amie, Sarah Churchill, qui détestait Flower, qu'elle appelait "la folle". Hyde porte le titre de courtoisie de Lord Cornbury, depuis 1661. Il est membre du Parlement pour le Wiltshire, jusqu'en 1674.
En 1662, il est nommé secrétaire particulier de la reine Catherine de Bragance, dont il devient le chambellan en juillet 1665; il a peut-être regretté sa nomination au cours des dernières années, alors que la reine et lui-même étaient aux prises avec un procès presque interminable pour les arriérés de son indemnité. John Evelyn en 1664 l'a aidé à planter Cornbury Park. Il a parlé au nom de son père lors de sa destitution en 1667; et après sa chute, Lord Cornbury devient un opposant du parti de la Cour et du Ministère de la Cabale et attaque George Villiers, 2e duc de Buckingham et Henry Bennet, 1er comte d'Arlington. À la mort de son père en 1674, il devient comte de Clarendon. En 1680, l'influence de son beau-frère le duc d'York en fait un conseiller privé. À peu près à la même époque, il est nommé gardien de Somerset House et trésorier et receveur général des revenus de la reine. À cette époque, il a souvent des problèmes d'argent.
L’amitié du duc d’York lui permet d’être intégré avec son frère Lawrence dans le groupe que les communes, au début du mois de janvier 1681, déclarèrent au roi comme des personnes enclines au papisme. Désormais loyal à la Cour, il est en mesure de rendre visite à Arthur Capel, 1er comte d'Essex (frère de sa première femme) en 1683 dans la tour de Londres, et au règne suivant, au duc de Monmouth, et plaida la cause d'Alice Lisle quand elle avait été condamnée par le juge George Jeffreys.

## Sous Jacques II
En 1685, le beau-frère de Henri, le roi Jacques II, le nomme Lord du sceau privé. Quelques mois plus tard, le poste est mis en commission et il est nommé Lord lieutenant d'Irlande.

### En Irlande
Richard Talbot, 1er comte de Tyrconnell, a été convoqué à Londres au moment du départ de Clarendon pour Dublin (décembre 1685). Le 9 janvier 1686, le nouveau Lord-Lieutenant arrive à Dublin. Il trouva son autorité éclipsée par celle du commandant en chef absent. Robert Spencer, 2e comte de Sunderland a fait part à Clarendon de son intention d'introduire les catholiques dans le système judiciaire et administratif irlandais, ainsi que dans l'armée irlandaise. Clarendon met en garde les évêques et les prédicateurs contre le sentiment offensant des catholiques et admet les catholiques comme conseillers et officiers de l'armée; et il presse leur admission dans les corporations de la ville. En juin 1686, Tyrconnel revient avec les pleins pouvoirs en tant que commandant en chef. Clarendon s'accroche à son poste .
Tyrconnell transforme l'armée; et en août 1686, il se rend en Angleterre pour obtenir la permission du roi de légiférer pour remplacer l'Act of Settlement de 1662. Clarendon envoie de nombreuses protestations au roi et à la reine pendant l'absence de son rival. Alors que son frère Lawrence (maintenant comte de Rochester) voit diminuer son influence, il en vient à la conclusion qu'il ne reste aucun espoir de conserver son poste en Irlande sauf par l'intermédiaire de la reine. Environ trois semaines après le renvoi de Rochester (8 janvier 1687), il reçoit sa lettre de rappel de Sunderland. Tyrconnell, qui prend la place de Clarendon, a un entretien avec lui le 8 février. Le 21 février, Clarendon est arrivé à Neston dans le Cheshire, emportant avec lui les livres de compte des magasins .

### Disgrâce
Henry et son frère, le comte de Rochester, sont tombés en disgrâce auprès du roi et démis de leurs fonctions. Le sceau privé est donné le 16 mars 1687 à un catholique, Henry Arundell, 3e baron Arundell de Wardour, et Clarendon se retire quelque temps dans la vie privée. Il a un projet de mariage pour son fils aîné, maintenant Edward Hyde (3e comte de Clarendon), et de l'argent à gagner pour relever ses domaines. Il s'est livré à des spéculations allant de la recherche de charbon dans la forêt de Windsor au trafic avec les colporteurs écossais. Une pension lui est accordée par Jacques II vers le début de 1688 .
Il informe les évêques de la Tour de Londres au sujet de leur caution, et Jeffreys lui demande d'utiliser ses bons offices auprès de William Sancroft. La reine, au conseil de laquelle il a été placé en 1681, lui demande de l'aide. Le 24 septembre 1688, au lendemain de sa réception amicale, Clarendon trouve le roi lui-même, soucieux des préparatifs hollandais en vue de l'invasion, et de "voir ce que feront les hommes de l'Église d'Angleterre". Il devient plus résolu et, le 22 octobre, lors du conseil convoqué par le roi pour entendre sa déclaration concernant la naissance du prince de Galles, il refuse de s'asseoir à côté du père Edward Petre et demande à être présent à titre de pair.
Neuf jours après le débarquement de Guillaume d’Orange, son fils Lord Cornbury abandonne le roi (le 14 novembre), un tournant très difficile pour Clarendon. (Mary, épouse de William, est la nièce de Henry). Dans le conseil des pairs convoqué par le roi à son retour pour discuter de la question de la convocation d'un parlement libre (27 novembre), Clarendon s'est opposé à la politique royale. Le 1er décembre, il se rend à Salisbury pour faire la paix avec William. Le 3 décembre, il a un entretien avec William à Berwick, près de Hindon, dans le Wiltshire, et lui offre son soutien. Il assiste à la conférence de Hungerford le 8 décembre et suit l'avancée du prince jusqu'à Henley où il obtient le 13 décembre une permission d'absence. À la demande du prince, il le retrouve à Windsor le 16 décembre et lui présente son frère Rochester. C'est lors de la conférence tenue à Windsor que Clarendon aurait suggéré de confiner le roi Jacques II à la tour; tandis que, selon Gilbert Burnet, il propose sa relégation à Breda. Il a lui-même déclaré que, sauf lors de la réunion de Windsor, il n'avait jamais assisté à aucune discussion sur ce qui devrait être fait du roi, mais qu'il était contre le renvoi du roi. William lui-même l'informe que le roi s'est enfui.

## Jacobite
Clarendon adopte une ligne tory, rejetant l'hypothèse Whig selon laquelle le roi Jacques a abdiqué et que la couronne est passée à Guillaume III et Marie II. Il parle à cet effet au parlement et il refuse de prêter serment au nouveau gouvernement. William prend mal que Clarendon l'ait présenté comme hostile à l'Église d'Angleterre. Clarendon est en contact avec Richard Graham, 1er vicomte Preston, un jacobite. Le 24 juin, la reine Mary II ordonna l'arrestation de son oncle. Le lendemain, il se trouve dans la tour de Londres. Il y reste, pas spécialement bien traité, bien qu'il soit autorisé jusqu'à un certain temps à accompagner sa femme jusqu'au 15 août. Après sa libération, le complot reprend. Lorsque Lord Preston est arrêté le 31 décembre 1690 sur la Tamise, l'une des lettres découvertes sur lui était celle de Clarendon au roi Jacques. Preston nomme Clarendon parmi ses complices. Le 4 janvier 1691, il est de nouveau envoyé à la Tour et y reste plusieurs mois. En juillet, il est autorisé à sortir sous la surveillance de son gardien et sa libération sous caution a bientôt suivi .

## Retour à la vie privée
Le reste de la vie de Clarendon se passe dans la tranquillité de son domicile, troublé seulement par son procès presque sans fin avec la Reine Catherine, la douairière. Cornbury est, à cause de difficultés financières, privé de nombreuses peintures rassemblées par son père et d'au moins une grande partie de sa bibliothèque en 1697, ou peu de temps avant, qui sont vendues à Rochester, bien que pour épargner sa fierté, la vente soit gardée secrète jusqu'à sa mort. La publication (1702-1704) de la première édition, en trois volumes, de History of the Rebellion par le premier comte est essentiellement l'œuvre de Rochester; mais Clarendon s'y intéresse et, en 1704, il présente à John Evelyn les trois volumes imprimés. La reine Anne ne le recevrait pas à la cour, en tant que jacobite "irréductible", mais elle lui paya une pension.
Clarendon est décédé le 31 octobre 1709. Son journal (1687-1690) et sa correspondance, avec les lettres de son frère cadet Rochester, parurent pour la première fois en 1828; il est édité par Samuel Weller Singer à partir de manuscrits de William Upcott . Il possédait une belle collection de médailles et est l'auteur de l'Histoire et des antiquités de la cathédrale de Winchester, poursuivi par Samuel Gale, Londres, 1715 .